# Stobi

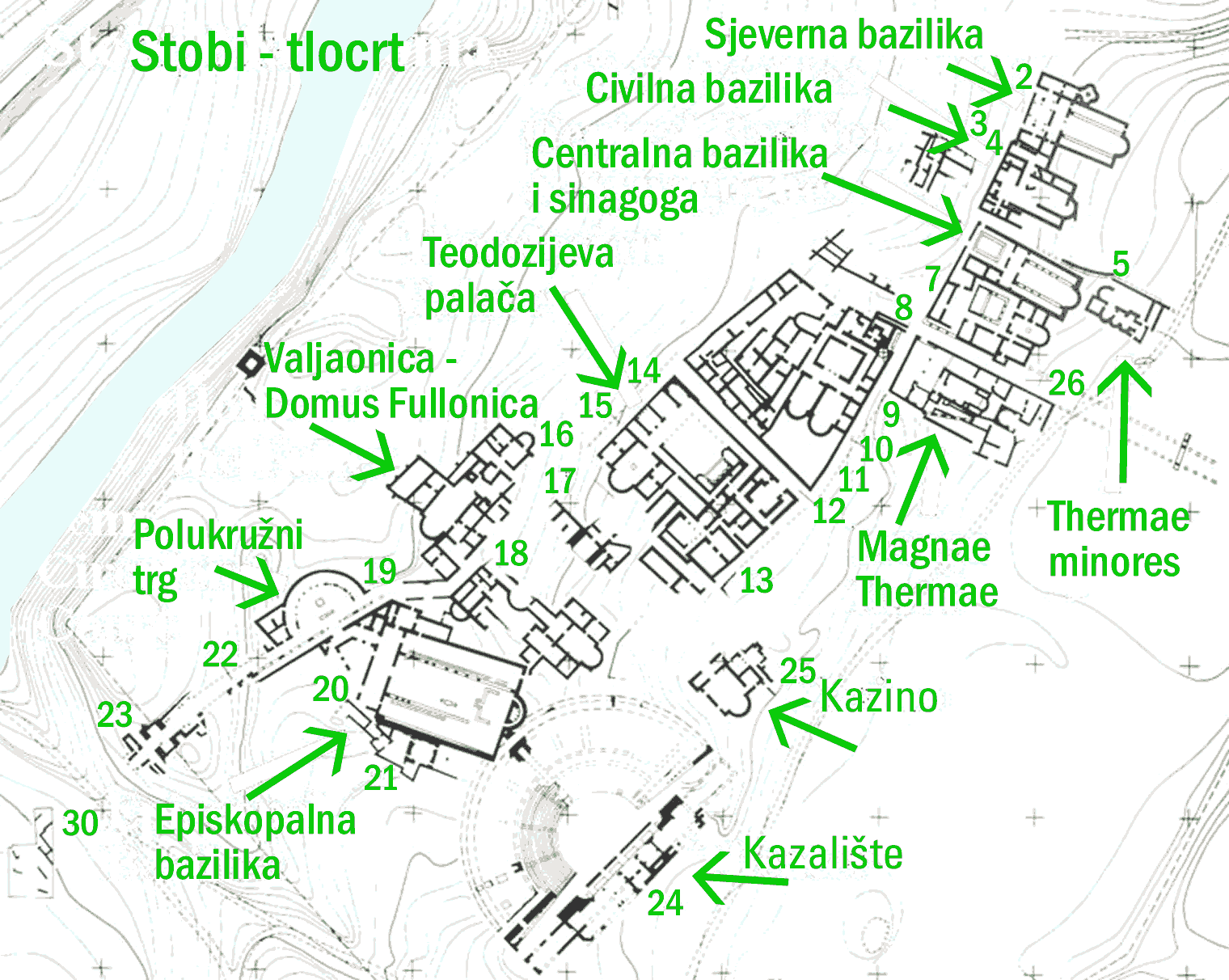
Mappa degli scavi del sito romano

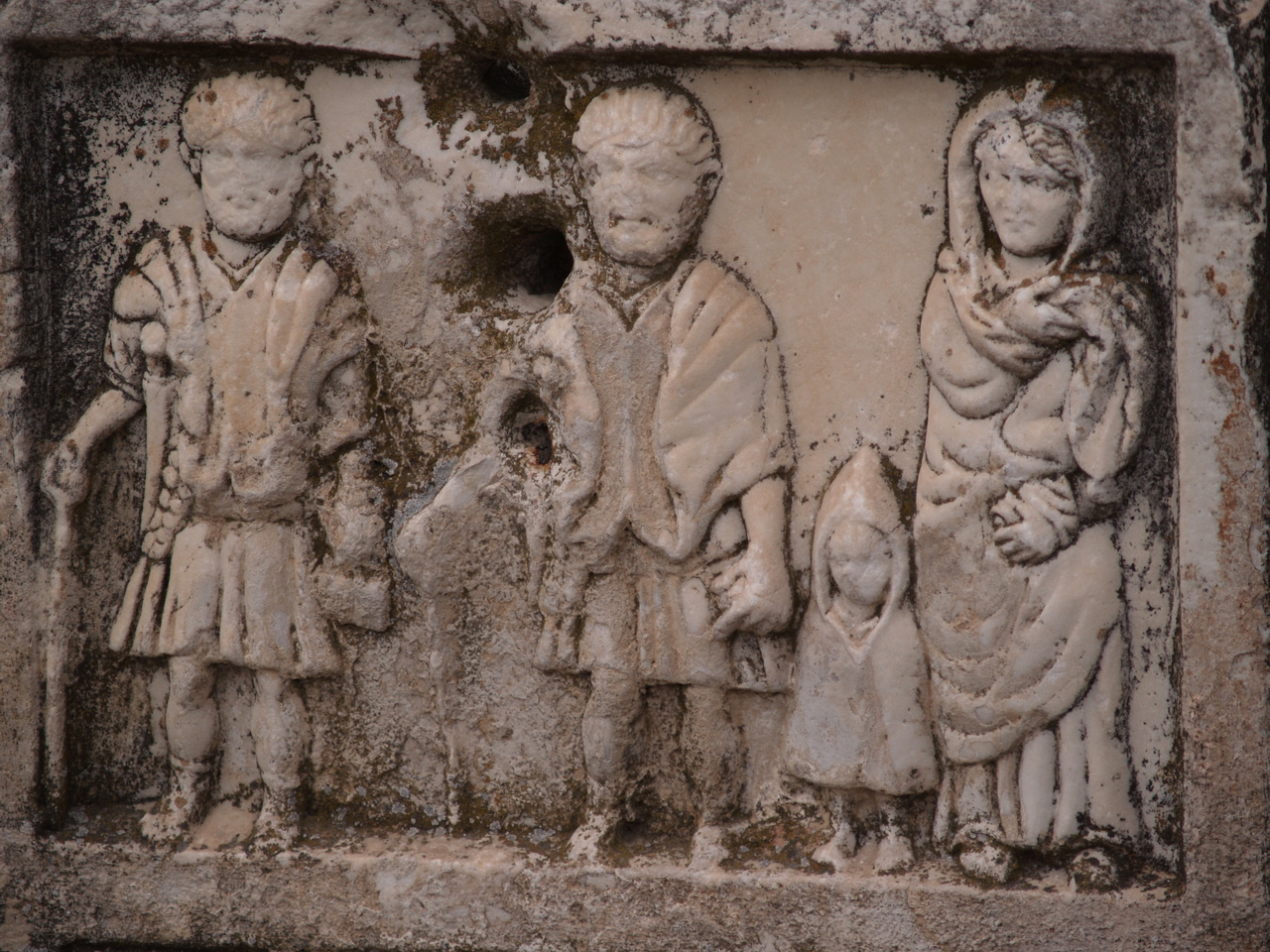
Bassorilievo romano

Stobi era una città della regione storica della Peonia, conquistata dai macedoni, incorporata in seguito nella provincia romana detta Macedonia Salutaris e situata nell'attuale Macedonia del Nord; è nota come Gradsko.
È collocata sulla principale rotta che porta il Danubio al Mar Egeo ed era costruita sull'inserzione dei due fiumi Erigon e Axios, dove costituiva un importante centro commerciale e militare a causa della posizione strategica.
Oggi è uno dei siti archeologici macedoni più importanti.

## Il periodo preromano
La città di Stobi fu costruita dal popolo dei Peoni nella fertile valle del Vardar, vicino all'unione dei due fiumi Erigon e Axios e rappresentò subito un centro economico importante, specializzandosi specialmente nella produzione di marmo, proveniente dal vicino monte Klepa, sviluppandosi fino a raggiungere l'estensione di circa 25000 m² e scalzando Bylazora da capitale della Peonia, fino alla conquista dell'intera regione da parte dei macedoni.
Filippo II conquistò la Peonia nel 350 a.C., annettendo questo territorio nel suo regno. Tuttavia concesso una certa indipendenza, per il fatto che i sovrani peoni poteva ancora regnare in quanto rappresentanti del monarca macedone.
Fra il IV e il III secolo a.C. la popolazione di Stobi era già completamente ellenizzata.

## Il periodo romano
Nel 168 i romani sconfiggono Perseo di Macedonia e la Macedonia viene divisa in quattro repubbliche separate. Solo nel 148 le quattro aree saranno riunificate in un'unica provincia romana. 
La città si trovava al crocevia di molte vie romane, in particolar modo di alcune diramazione della via Egnatia e della Via Militaris.
La città viene menzionata per la prima volta da Livio nel 197 e con Augusto conosce un periodo di grande incremento demografico, come documenta l'ampliamento dell'area urbana con molte nuove costruzioni. I cittadini di Stobi godettero addirittura dello ius Italicum e la città fu a capitale della provincia romana Macedonia Salutaris, l'imperatore Teodosio I si stabilì addirittura a Stobi nel 388.
Lo sviluppo della città fu però stroncato nel V secolo da due eventi: il saccheggio da parte degli Ostrogoti di Teodorico nel 479 ed il terremoto del 518. Le invasioni degli Avari nel VI secolo contribuirono a far decadere definitivamente l'economia e lo sviluppo della città.